# Ernest Marsden
Sir Ernest Marsden (Rishton, 19 febbraio 1889 – Lower Hutt, 15 dicembre 1970) è stato un fisico neozelandese di origine britannica, noto per aver realizzato, insieme a Hans Wilhelm Geiger, un esperimento sulla struttura dell'atomo.

## Biografia
Nato nell'est Lancashire nel 1889, visse a Rishton e fu educato alla Queen Elizabeth Grammar School di Blackburn. In suo onore viene assegnato il premio Marsden Merit Trophy che porta il suo nome.
Incontrò Ernest Rutherford all'Università di Manchester. Mentre era ancora uno studente, nel 1909, condusse con Hans Geiger l'esperimento che porta il suo nome sotto la supervisione di Rutherford (per questo l'esperimento è anche noto come esperimento di Rutherford). Nel 1915 si trasferì al Victoria University College in Nuova Zelanda come professore di fisica, su segnalazione di Rutherford.
Marsden fu di stanza in Francia durante la prima guerra mondiale come Royal Engineer e ricevette la croce al valore militare. Successivamente alla guerra divenne il principale scienziato neozelandese fondando il dipartimento di ricerca scientifica e industriale nel 1926 e organizzando ricerche in particolare nell'area dell'agricoltura. Durante la seconda guerra mondiale mondiale lavorò alla ricerca sul radar e nel 1947 divenne Scientific Liaison Officier a Londra.
Morì a Lower Hutt nei pressi di Wellington nel 1970.

## Riconoscimenti
I riconoscimenti ricevuti da Marsden nel corso della sua carriera comprendono la qualifica di membro della Royal Society di Londra nel 1946, la presidenza della Royal Society della Nuova Zelanda nel 1947 e il cavalierato nel 1958.
Nel 1994 fu costituito in Nuova Zelanda il Fondo Marsden per la ricerca di base. La Massey University ha intitolato a Marsden uno dei suoi auditorium.